# Conteville-lès-Boulogne
 Conteville-lès-Boulogne  es una población y comuna francesa, situada en la región de Norte-Paso de Calais, departamento de Paso de Calais, en el distrito de Boulogne-sur-Mer y cantón de Boulogne-sur-Mer-Nord-Est.

## Demografía
| 240 | 223 | 206 | 257 | 437 | 441 |
| Para los censos de 1962 a 1999 la población legal corresponde a la población sin duplicidades (Fuente: INSEE [Consultar]) |     |     |     |     |     |